# أسل قاسي
أسل قاسي (الاسم العلمي: Juncus durus) نوع نباتي يتبع جنس الأسل وينتمي إلى الفصيلة الأسلية.